# M-Gerät

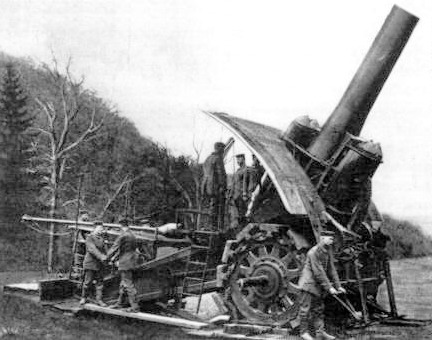
Moździerz w wersji „Typ M wz. 14” (ciągnionej) podczas działań bojowych

M-Gerät – niemiecki ciężki moździerz oblężniczy z okresu I wojny światowej, produkowany przez zakłady zbrojeniowe Friedrich Krupp AG w Essen. Był powszechnie znany pod potoczną nazwą Dicke Bertha (pol. „Gruba Berta”), pochodzącą od imienia Berthy Krupp, właścicielki zakładów Friedrich Krupp AG w latach 1902–1943.
Moździerz był jednym z najcięższych dział wykorzystanych na polach bitewnych I wojny światowej. Był też jednym z najcięższych tego typu maszyn w historii – cięższe były tylko moździerze samobieżne Karl i moździerze stałe. Został wyprodukowany w ilości około 30 sztuk w dwóch wersjach: stacjonarnej oznaczonej jako „Typ Gamma wz. 12” (niem. Kurze Marine-Kanone 12 L/16 (Gamma-Gerät)) i ciągnionej „Typ M wz. 14” (niem. Kurze Marine-Kanone 14 (M-Gerät)). Pierwsza miała masę 150 t, zaś druga 42,6 t. Obydwie wersje powstawały w zakładach Friedrich Krupp AG pod kierunkiem profesora Rausenbergera, zaś pierwsze próby nowej broni zostały przeprowadzone na poligonie zakładów w Meppen. Kaliber „Grubej Berty” wynosił 420 mm. W ciągu godziny mogła wystrzelić 10 pocisków o masie 930 kg każdy na odległość 15 km. Pociski były w stanie przebijać ściany fortów i bunkrów o grubości 2,5 m oraz osłony pancerne o grubości 30 cm. Do obsługi moździerza potrzeba było setek żołnierzy (250 w przypadku wersji stacjonarnej i 100 w przypadku wersji ciągnionej).
Niemcy w chwili wybuchu I wojny światowej dysponowali 5 moździerzami stacjonarnymi i 2 ciągnionymi. Użyto ich do burzenia fortów belgijskich (Liège, Namur) i francuskich (Manonviller). Zostały również wykorzystane do ostrzeliwania twierdzy Modlin, której broniła 105-tysięczna załoga rosyjska oraz do ostatecznego rozbicia wzniesionej przez Austriaków, a następnie opanowanej przez Rosjan, twierdzy Przemyśl. „Gruba Berta” jest często mylona z tzw. Paris-Geschütz (pol. „Działo paryskie”), które w 1918 roku zostało użyte do ostrzału Paryża.

Polak z Wielkopolski służący w Armii Cesarstwa Niemieckiego podczas bitwy pod Verdun „Grubą Bertę” wspominał następująco (pisownia oryginalna): 

Grubą Bertę przysunęli [o około] 20 km bliżej frontu. Na skraju lasu zbudowano silne betonowe podłoże, na którym montuje się działo. W szerokim promieniu wokół działa umocniono teren betonem. Do działa doprowadzono szyny, po których dowozi się amunicję. Działo ma zaś potworne rozmiary. Sam wylot działa pomieścić może dorosłą osobę. Pociski do niego, wielkości prawie człowieka, dowozi się osobnemi wózkami wprost w paszczę kolosa. Obok działa ustawiono silne schrony i trawersy, chroniące załogę od pocisków nieprzyjaciela. W dalszym promieniu od działa ustawia się markowane armaty, dla zdezorientowania lotników. Cała pozycja zamaskowana drzewami i gałęziami. Specjalni fachowcy pracują nad budową już od kilku tygodni. Prace są prawie na ukończeniu i za dwa dni rozpoczną strzelać. [...] W oznaczonym dniu podsuwamy się na sam kraj góry, aby być świadkiem odstrzałów – to dla piechura coś ciekawego. Odszedł strzał! Głęboki głuchy odgłos rozdziera powietrze, a ogromna chmura dymu wznosi się ku górze. Zatykamy uszy i otwieramy usta, aby uchronić bębenki od uszkodzenia. Dla dezorientacji strzelają także markowane armaty, samym prochem i tworzą podobne chmury dymu. Co dziesięć minut odchodzi strzał. Częściej strzelać nie można.

## Typ Gamma wz. 12

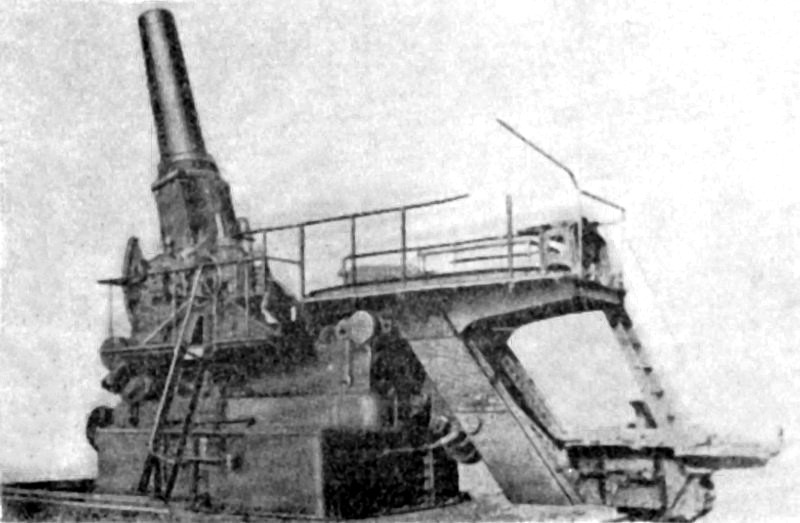
„Typ Gamma wz. 12” (stacjonarny) na stanowisku ogniowym

Moździerz „Gamma wz. 12” montowany był na metalowej platformie, umieszczanej w wykopie ziemnym o głębokości 2 i długości 11 m. Podczas odrzutu i powrotu lufa wodziła się wzdłuż kołyski, która była ułożyskowana w gniazdach łoża górnego. Posiadał zamek typu śrubowo-szczeblowego. Oporopowrotnik zapewniał pochłanianie energii odrzutu oraz powrót zespołu odrzutowego do położenia wyjściowego. Mechanizm podniesieniowy był typu łukowo-zębatego. Na łożu dolnym o dwumetrowej wysokości osadzony był obrotowo zespół wahadłowy. Mechanizm kierunkowy zapewniał naprowadzanie moździerza w płaszczyźnie poziomej. Ładowanie było dwudzielne i częściowo zmechanizowane, a odbywało się przy kącie podniesienia lufy 7°. Na stanowisko ogniowe moździerz był przewożony trakcją kolejową w dziesięciu 20-tonowych elementach. Obsługa liczyła 250 żołnierzy. Używano 2 składów pociągów do przetransportowania baterii moździerzy (2 działa) i wyposażenia (bez amunicji). Przygotowanie stanowiska wymagało doprowadzenia linii kolejowej i wykopania 90 m³ ziemi pod platformę (3 dni pracy kompanii kolejowej). Wysokość moździerza przy lufie spoziomowanej 3,4 m, przy maksymalnym kącie podniesienia 8 m.

## Typ M wz. 14
Moździerz ciągniony typu „M wz. 14” wyposażono w lufę skróconą do 12 kalibrów. Na jednoogonowym łożu dolnym umieszczono sztywno zespół wahadłowy. Osadzono w nim także oś kół jezdnych wyposażonych w okola. Za pomocą mechanizmu kierunkowego odbywała się zmiana kąta naprowadzenia w płaszczyźnie poziomej, poprzez przesunięcie położenia ogona łoża względem belki lemieszowej. Moździerz był rozkładany na 4 części do transportu na dalsze odległości i przewożony na przyczepach transportowych za pomocą ciągników parowych lub spalinowych. Do strzelania stosowano amunicję rozdzielnego ładowania z pociskami burzącymi, odłamkowo-burzącymi i przeciwpancernymi. Korpus pocisku odłamkowo-burzącego fragmentował się na około 15 tysięcy odłamków o masie 10–60 g, skutecznych w promieniu do 300 m. Donośność cięższych odłamków o prędkości do 2000 m/s osiągała 2000 m. Obsługiwać moździerz musiało 100 ludzi.

## Dane techniczne
| Typ Gamma wz. 12 (stacjonarny) - długość lufy: 16 kalibrów - masa: 150 t - donośność: 14,2 km - łoże: stacjonarne - transport na 10 platformach kolejowych | Typ M wz. 14 (ciągniony) - długość lufy: 12 kalibrów - masa: 42,6 t - donośność: 9,3 i 12,25 km - łoże: kołowe |